# Anna Recker
Anna Recker (Bad Laer, 1949) is een Duits-Luxemburgs schilder en tekenaar.

## Leven en werk
Anna Recker volgde een opleiding grafisch ontwerp aan de Folkwang Schule für Gestaltung in Essen en studeerde beeldhouwen en schilderkunst aan de Staatliche Hochschule der Künste in Berlijn. Ze gaf les aan de Zomeracademie in Luxemburg (1977), het Lycée Technique Mathias (1978-1979) en richtte in 1978 een eigen tekenschool op in Luxemburg. 
Recker maakt tekeningen en schetsen met geometrische vormen en structuren in de basis, maar ook glaswerken. Zij is lid van kunstenaarsvereniging Cercle Artistique de Luxembourg, het Gesellschaft für Bildende Kunst Trier E.V., de Deutscher Künstlerbund e.V. Berlin en de Verein der Düsseldorfer Künstler. Recker werd meerdere keren onderscheiden voor haar werk en ontving onder meer de Prix de Raville (1991, met Jeannot Bewing), de Prix Grand-Duc Adolphe (1999) en de Kaiser-Lothar-Preis (2015).

## Prijzen en onderscheidingen
- 1979 1er Prix de la Peinture op de Biennale des Jeunes in Esch-sur-Alzette
- 1981 Mention Spéciale du Jury op de Biennale des Jeunes Luxembourgeois
- 1982 Kunstpreis der Stadt Nürnberg und Faber-Castell
- 1988 Prix Spécial du Jury, Vème Quinquennale d’Art Moderne Luxembourgeois
- 1991 Prix de Raville, Cercle Artistique de Luxembourg
- 1992 Prix Habib Gargour, Musée National de Monaco
- 1993 Prix Spécial du Jury op de Quinquennale d'Art Moderne Luxembourgeois
- 1999 Prix Grand-Duc Adolphe
- 2001 Prix Max Goergen
- 2006 Prix Limes
- 2011 Publikumspreis „Orient-Okzident“ Rosenheim-Museum, Offenbach (D)
- 2013 Kunstpreis-Ennepe-Ruhr
- 2015 Kaiser-Lothar-Preis
- 2015 1er Prix Concours d’idées pour un monument au cimetière de Junglinster, Luxembourg